# جوني داي
جوني داي (بالإنجليزية: Johnny Daye)‏ هو مغني أمريكي، ولد في 17 مارس 1948، وتوفي في 6 مايو 2017.

## وصلات خارجية
- جوني داي على موقع ميوزك برينز (الإنجليزية)
- جوني داي على موقع ديسكوغز (الإنجليزية)